# Takin' Off
Pour les articles homonymes, voir Taking Off (homonymie).
Albums de Herbie Hancock
My Point of View
(1963)
Takin' Off est le premier album en leader du pianiste et compositeur de jazz Herbie Hancock, enregistré le 28 mai 1962, pour le label Blue Note.

## Historique
À 22 ans, c'est le premier album d'Herbie Hancock en tant que leader. Il a déjà enregistré en tant qu'accompagnateur aux côtés de Donald Byrd en 1961, à savoir Royal Flush, Free Form, Chant et Out of this World, tous produits la même année et publiés sur le label Blue Note, sauf le dernier paru chez Warwick.
Toutes les compositions de Takin' Off sont d'Herbie Hancock. Il est accompagné par Dexter Gordon au saxophone ténor, par le jeune Freddie Hubbard à la trompette, par le batteur Billy Higgins et par le contrebassiste Butch Warren.
L'album, sans doute le plus sage du pianiste, est dans le pur style hard bop, dans la lignée, sur le même label, du travail d'Horace Silver. Pourtant, Hancock diffère de son ainé par des harmonies plus aventureuses et un rapport au rythme différent. Son jeu est funky, plein de « soul » et marqué par le gospel.
Avec cet album, Herbie Hancock est remarqué par Miles Davis qui en 1963 l'engagera dans son nouveau quintet.

## À propos des morceaux
Le « tube » de hard bop Watermelon Man, avec un riff funky et un solo qui va à l'essentiel, qui ouvre l'album entre dans le Top 100 des pop charts. Mongo Santamaría le reprend dès 1963 pour en faire son plus grand succès. Parmi les reprises on peut également citer Count Basie, Quincy Jones, Manfred Mann et Buddy Guy. Herbie lui-même reprendra ce titre sur l'album Head Hunters en 1973 dans un style et une instrumentation différente.
Sur l'album on trouve également la ballade méditative Alone and I, le blues déguisé et funky The Maze sur lequel on entend la section rythmique se livre à une improvisation libre, et le bluesy Empty Pockets. Sur Three Bags Full, on peut entendre un écho au Miles Davis des années 1950, ou penser à John Coltrane et Elvin Jones. Driftin' est un morceau moderne, joué de façon décontractéé.

## Titres
Toute la musique est composée par Herbie Hancock.
| No | Titre           | Durée |
| -- | --------------- | ----- |
| 1. | Watermelon Man  | 7:09  |
| 2. | Three Bags Full | 7:09  |
| 3. | Empty Pockets   | 6:09  |
| 4. | The Maze        | 6:45  |
| 5. | Driftin         | 6:58  |
| 6. | Alone And I     | 6:25  |

L'édition CD comporte des versions alternatives de trois des titres :
| No | Titre           | Durée |
| -- | --------------- | ----- |
| 7. | Watermelon Man  | 6:33  |
| 8. | Three Bags Full | 5:31  |
| 9. | Empty Pockets   | 6:27  |

## Musiciens
- Herbie Hancock — piano
- Freddie Hubbard — trompette
- Dexter Gordon — saxophone ténor
- Butch Warren — contrebasse
- Billy Higgins — batterie